# Michael Soong
Michael Soong (ur. 16 lutego 1980 roku w Hongkongu) – hongkoński kierowca wyścigowy.

## Kariera
W swojej karierze wyścigowej Soong poświęcił się głównie startom w wyścigach samochodów turystycznych. Startował w Azji, w wyścigach organizowanych w Hongkongu i Chinach. W 2012 roku uplasował się na trzynastej pozycji w wyścigu Malaysia Merdeka Endurance Race. Startował także w azjatyckich rundach Mistrzostw Świata Samochodów Turystycznych WTCC.

## Statystyki
| Sezon | Seria                                                 | Zespół        | Wyścigi | Zwycięstwa | PP | NO | Podium | Punkty | Pozycja |
| ----- | ----------------------------------------------------- | ------------- | ------- | ---------- | -- | -- | ------ | ------ | ------- |
| 2013  | World Touring Car Championship                        | Campos Racing | 2       | 0          | 0  | 0  | 0      | 0      | NS      |
| 2013  | World Touring Car Championship - Independent's Trophy | Campos Racing | 2       | 0          | 0  | 0  | 0      | 0      | NS      |
| 2014  | World Touring Car Championship                        | Campos Racing | 0       | 0          | 0  | 0  | 0      | 0      | NS      |